# Guardians of Ga'Hoole: The River of Wind
 Guardians of Ga'Hoole: The River of Wind  è un romanzo fantasy per ragazzi del 2007 di Kathryn Lasky. È il tredicesimo libro dekla collana de I guardiani di Ga'Hoole ed è il seguito de Guardians of Ga'Hoole: The Golden Tree. In Italia è ancora inedito.

## Trama
Otulissa legge un messaggio di Bess che le racconta della scoperta dei Regni di Mezzo e chiede che lo Stormo degli Stormi si rechi al Palazzo delle Nebbie per ricevere ulteriori dettagli. La Banda, insieme a Coryn e alla signora P., si dirige da Bess, portando con sé le proprie grinfie da battaglia per ogni evenienza.
Nel frattempo, Eglantine, Primrose e Pellimore tengono un corso a Velargento, dove si è verificato un incendio boschivo. Le tre figlie di Soren vengono divise in stormi diversi perché si distraggono a vicenda, e Bell segue Fritha nello Stormo di navigazione. Bell, annoiata dalla lezione, va alla ricerca di venti migliori per volare e danzare, ma scompare.
Lo Stormo degli Stormi arriva sano e salvo al Palazzo delle Nebbie, dove Bess spiega che in precedenza si pensava che ci fosse un luogo chiamato Altrove dove si pensava vivessero solo gli Altri, ma Bess ha scoperto che tale teoria era falsa. I Regni di Mezzo sono invece abitati dagli Jouzhen, gufi che parlano una lingua sconosciuta. Lo Stormo degli Stormi vorrebbe volare fin lì e, grazie a Otulissa, che conosce i diversi tipi di venti, individua i punti giusti per volare grazie alla corrente che permetterebbe loro di volare senza sforzo, senza quasi battere le ali. Decidono di partire dopo alcuni giorni di studio, portando in dono del muschio di orecchio di coniglio e lasciando dietro di sé i loro artigli da battaglia in segno di pace.
A Velargento, Fritha torna con la classe di navigazione, agitata per la scomparsa di Bell. Eglantine e Primrose escono per cercare di rintracciarla, mentre Pelli rimane indietro con le altre due figlie, Blythe e Bash. Si scopre che Bell è stata spazzata via da un vento improvviso e violento e ha sbattuto la testa, perdendo i sensi.
Lo Stormo degli Stormi si dirige a ovest nell'Aldilà dell'Aldilà, verso un'insenatura del Mare della Vastità. I gufi si fermano per un po', salutando la loro terra. Gylfie traccia la rotta e conduce il gruppo verso il mare.
Dopo lo schianto, Bell viene salvata da un misterioso gufo, un gufo delle nevi blu con alcune caratteristiche di un allocco maculato, che si presenta come la Striga. Nel frattempo, Pelli ha riportato lo Stormo al Grande Albero di Ga’Hoole, dove informa Doc Finebeak della scomparsa di Bell. Eglantine e Primrose continuano la loro ricerca.
Dopo aver volato per un po', lo Stormo degli Stormi raggiunge improvvisamente la Linea del Domani, un luogo dove il cielo cambia drasticamente dal giorno alla notte e si servono della chiave per raggiungere il Fiume del Vento, dove volano fluidi e liberi.
Intanto Bell sente molto la mancanza della sua famiglia e, mentre mangia un topo che la Striga le aveva portato, sente un rumore e va a indagare, scoprendo di essere osservati nientemeno che da Nyra, Stryker e Tarn.
Lo Stormo degli Stormi avvista un aquilone e procede a seguirne i fili, trovando un gufo blu che fa volare gli aquiloni e che si presenta come Tengshu. Egli spiega di essere un Gufo Drago della finta corte del Palazzo Panqua e guida lo Stormo all’interno del Palazzo per dargli maggiori informazioni.
Dopo cinque notti, non si erano fatti progressi nella localizzazione di Bell. Primrose ed Eglantine individuano una piuma blu, caduta dalla Striga. Nel frattempo, Nyra osserva Bell, riconoscendola come figlia di Soren per la sua forte somiglianza, e vola per catturarla.
Quando la Striga torna dalla sua caccia, viene catturato dal tenente Stryker e dal caporale Wort. Eglantine e Primrose sono sulle loro tracce, dirigendosi verso le parti più orientali del Deserto di Kuneer, dove Eglantine capta la voce di Nyra nelle tane sotterranee. Ascoltando il suo interrogatorio alla Striga, scopre che Nyra è a conoscenza del viaggio dello Stormo degli Stormi nei Regni di Mezzo e ha intenzione di usare questo a suo vantaggio nel tentativo di assassinare Soren e Coryn. Eglantine e Primrose trovano Doc Finebeak, che dà loro la sua piuma di corvo in modo che possano volare rapidamente al Palazzo delle Nebbie e scoprire come avvertire lo Stormo degli Stormi.
Lo Stormo degli Stormi giunge a Palazzo Panqua, dove incontrano l'Imperatrice Vedova, dalla quale vengono informati della diserzione della Striga, il cui vero nome è Orlando, e di come ciò potrebbe mandare in tilt il "phonqua", una sorta di idea del destino tra i gufi dei Regni di Mezzo. Allo Stormo viene ordinato di recarsi alla guferia la notte successiva e parlare con gli H’ryth, ma prima di partire, Soren fa un sogno con la sua vista stellare, sentendo un gufo in difficoltà, ma non riesce ancora a comprendere il sogno.
Nel Deserto di Kuneer, Cuffyn, una guaritrice, sta ascoltando l'interrogatorio di Nyra che riesce a ottenere le stesse istruzioni dalla Striga sulla posizione del Fiume del Vento, e se ne va con diciotto gufi armati, tra cui Stryker, Wort e Tarn. Dopo che se ne sono andati, Cuffyn porta del succo alla cainca soporifero e infuso di erbe ai Puri a guardia della Striga e di Bell.
Nel frattempo, lo Stormo degli Stormi si dirige verso i pikyu alla Montagna del Tempo. Vengono presentati a Gup Theosang, l'H'ryth.
Tengshu torna a casa, solo per essere sorpreso dall'arrivo inaspettato di Eglantine e Primrose, che erano riuscite a ottenere istruzioni da Bess. Lo informano dei Puri, e lui ordina loro di andare direttamente da Soren per avvertirlo. I Puri intanto li inseguono da vicino, volando nei venti mortali del Fiume, e riescono a malapena a raggiungere la riva quando Tengshu si lancia in battaglia, uccidendo Stryker e altri tre Puri direttamente con il suo addestramento Danyar. Nyra e i suoi gufi rimasti si disperdono, fuggendo da Tengshu.
Bell e la Striga, dopo che le guardie hanno bevuto il succo di cainca e si sono addormentate, riescono a fuggire. Con l'aiuto di Cuffyn, volano verso il Grande Albero, ma una volta in vista, notano gli Arditi di Strix Struma, lo Squadrone Fiammeggiante e la Brigata Bonk, diretti alla guerra nei Regni di Mezzo. La Striga decide di aiutarli ad attraversare il Fiume dei Venti e Cuffyn riporta Bell all'albero.
Alla guferia, lo Stormo degli Stormi sta imparando l'arte del Danyar. Discutono anche con gli H'ryth della natura del Palazzo di Panqua, finché non vengono interrotti dall'annuncio della coda rossa del qui, che annuncia un attacco.
Eglantine e Primrose informano lo Stormo degli Stormi dell'imminente attacco, poco prima che Nyra si presenti, indossando la maschera di Kludd. I Pikyu e lo Stormo si dirigono tutti verso la battaglia. Nyra riesce a intrappolare Coryn e Soren, ma vengono salvati dalla Striga, che si precipita e uccide i Puri che li inseguono. Tuttavia, dato che ha usato gli artigli per uccidere gli avversari, è disprezzato dagli H'ryth, ma Soren lo difende per averli salvati, e decide di lasciarlo tornare al Grande Albero con loro.